# Jayson Hale
Jayson Hale (Sierra City, 26 de junio de 1985) es un deportista estadounidense que compitió en snowboard.
Ganó una medalla de bronce en el Campeonato Mundial de Snowboard de 2005, en la prueba de campo a través. Adicionalmente, consiguió dos medallas de bronce en los X Games de Invierno.

## Medallero internacional
| Campeonato Mundial | Campeonato Mundial | Campeonato Mundial | Campeonato Mundial |
| Año                | Lugar              | Medalla            | Prueba             |
| ------------------ | ------------------ | ------------------ | ------------------ |
| 2005               | Whistler (Canadá)  | Medalla de bronce  | Campo a través     |

| X Games de Invierno | X Games de Invierno    | X Games de Invierno | X Games de Invierno |
| Año                 | Lugar                  | Medalla             | Prueba              |
| ------------------- | ---------------------- | ------------------- | ------------------- |
| 2006                | Aspen (Estados Unidos) | Medalla de bronce   | Campo a través      |
| 2012                | Aspen (Estados Unidos) | Medalla de bronce   | Campo a través      |